# Ronde van het Baskenland (mannen)
De Ronde van Baskenland (Spaans: Vuelta Ciclista al Pais Vasco, Baskisch: Euskal Herriko txirrindulari itzulia) is een meerdaagse wielerwedstrijd in Spaans Baskenland. De wedstrijd wordt, met een aantal kleine onderbrekingen, sinds 1924 jaarlijks georganiseerd en is daarmee een van de oudste meerdaagse wedstrijden; bijvoorbeeld ouder dan de Ronde van Spanje. Tegenwoordig wordt de ronde begin april georganiseerd, in de week tussen de Ronde van Vlaanderen en Parijs-Roubaix. Sinds 2005 maakte de Ronde van Baskenland deel uit van de UCI ProTour. Vanaf 2011 behoort hij tot de UCI World Tour.
Vanwege het bergachtige karakter van de regio wordt de wedstrijd meestal gewonnen door klimmers. De wedstrijd werd driemaal door een Belg gewonnen, tweemaal door Maurice De Waele, eenmaal door Auguste Verdyck en eenmaal door een Nederlander: Erik Breukink. Het recordaantal van vier overwinningen wordt gedeeld door de Spanjaarden José Antonio González, die de wedstrijd in de jaren 70 vier keer won, en Alberto Contador.
De ronde mag niet verward worden met de iets kleinere Euskal Bizikleta (Bicicleta Vasca).

## Lijst van winnaars

### Meervoudige winnaars
| Zeges | Renner                | Jaren                  |
| ----- | --------------------- | ---------------------- |
| 4     | José Antonio González | 1972, 1975, 1977, 1978 |
| 4     | Alberto Contador      | 2008, 2009, 2014, 2016 |
| 3     | Sean Kelly            | 1984, 1986, 1987       |
| 3     | Tony Rominger         | 1992, 1993, 1994       |
| 2     | Maurice De Waele      | 1928, 1929             |
| 2     | Luis Ocaña            | 1971, 1973             |
| 2     | Julián Gorospe        | 1983, 1990             |
| 2     | Alex Zülle            | 1995, 1997             |
| 2     | Andreas Klöden        | 2000, 2011             |
| 2     | Primož Roglič         | 2018, 2021             |

### Overwinningen per land
| Zeges | Land                                                                            |
| ----- | ------------------------------------------------------------------------------- |
| 28    | Spanje                                                                          |
| 7     | Italië                                                                          |
| 5     | Zwitserland                                                                     |
| 4     | Frankrijk, Ierland                                                              |
| 3     | België                                                                          |
| 2     | Colombia, Duitsland, Slovenië                                                   |
| 1     | Denemarken, Litouwen, Luxemburg, Nederland, Portugal, Rusland, Verenigde Staten |

Mannen:
1924 · 1925 · 1926 · 1927 · 1928 · 1929 · 1930 · 1931–1934 · 1935 · 1936–1968 · 1969 · 1970 · 1971 · 1972 · 1973 · 1974 · 1975 · 1976 · 1977 · 1978 · 1979 · 1980 · 1981 · 1982 · 1983 · 1984 · 1985 · 1986 · 1987 · 1988 · 1989 · 1990 · 1991 · 1992 · 1993 · 1994 · 1995 · 1996 · 1997 · 1998 · 1999 · 2000 · 2001 · 2002 · 2003 · 2004 · 2005 · 2006 · 2007 · 2008 · 2009 · 2010 · 2011 · 2012 · 2013 · 2014 · 2015 · 2016 · 2017 · 2018 · 2019 · 2020 · 2021 · 2022 · 2023 · 2024 · 2025
Vrouwen: 
2022 · 2023 · 2024 · 2025
2011 · 2012 · 2013 · 2014 · 2015 · 2016 · 2017 · 2018 · 2019 · 2020 · 2021 · 2022 · 2023 · 2024 · 2025
Tour Down Under · Great Ocean Road Race · Ronde van de Verenigde Arabische Emiraten · Omloop Het Nieuwsblad · Strade Bianche · Parijs-Nice · Tirreno-Adriatico · Milaan-San Remo · Ronde van Catalonië · Classic Brugge-De Panne · E3 Harelbeke · Gent-Wevelgem · Dwars door Vlaanderen · Ronde van Vlaanderen · Ronde van het Baskenland · Parijs-Roubaix · Amstel Gold Race · Waalse Pijl · Luik-Bastenaken-Luik · Ronde van Romandië · Eschborn-Frankfurt · Ronde van Italië · Ronde van Auvergne-Rhône-Alpes · Ronde van Zwitserland · Copenhagen Sprint · Ronde van Frankrijk · Clásica San Sebastián · Ronde van Polen · Cyclassics Hamburg · Renewi Tour · Ronde van Spanje · Bretagne Classic · GP van Québec · GP van Montréal · Ronde van Lombardije · Ronde van Guangxi